# Aeroporto di Sikasso-Dignangan
L'aeroporto di Sikasso-Dignangan (IATA: KSS, ICAO: GASO) è un aeroporto che si trova nell'estrema parte meridionale del Mali, verso il confine col Burkina Faso; è situato lungo la strada nazionale RN11 a circa 45 chilometri a Nord-ovest della città di Sikasso.